# WTA Tour 2022
Il WTA Tour 2022 è un insieme di tornei femminili di tennis organizzati dalla Women's Tennis Association (WTA). Include i tornei del Grande Slam (organizzati in collaborazione con la International Tennis Federation), i tornei WTA 1000, i WTA 500, i WTA 250, la Billie Jean King Cup (organizzata dall'ITF) e le WTA Finals.

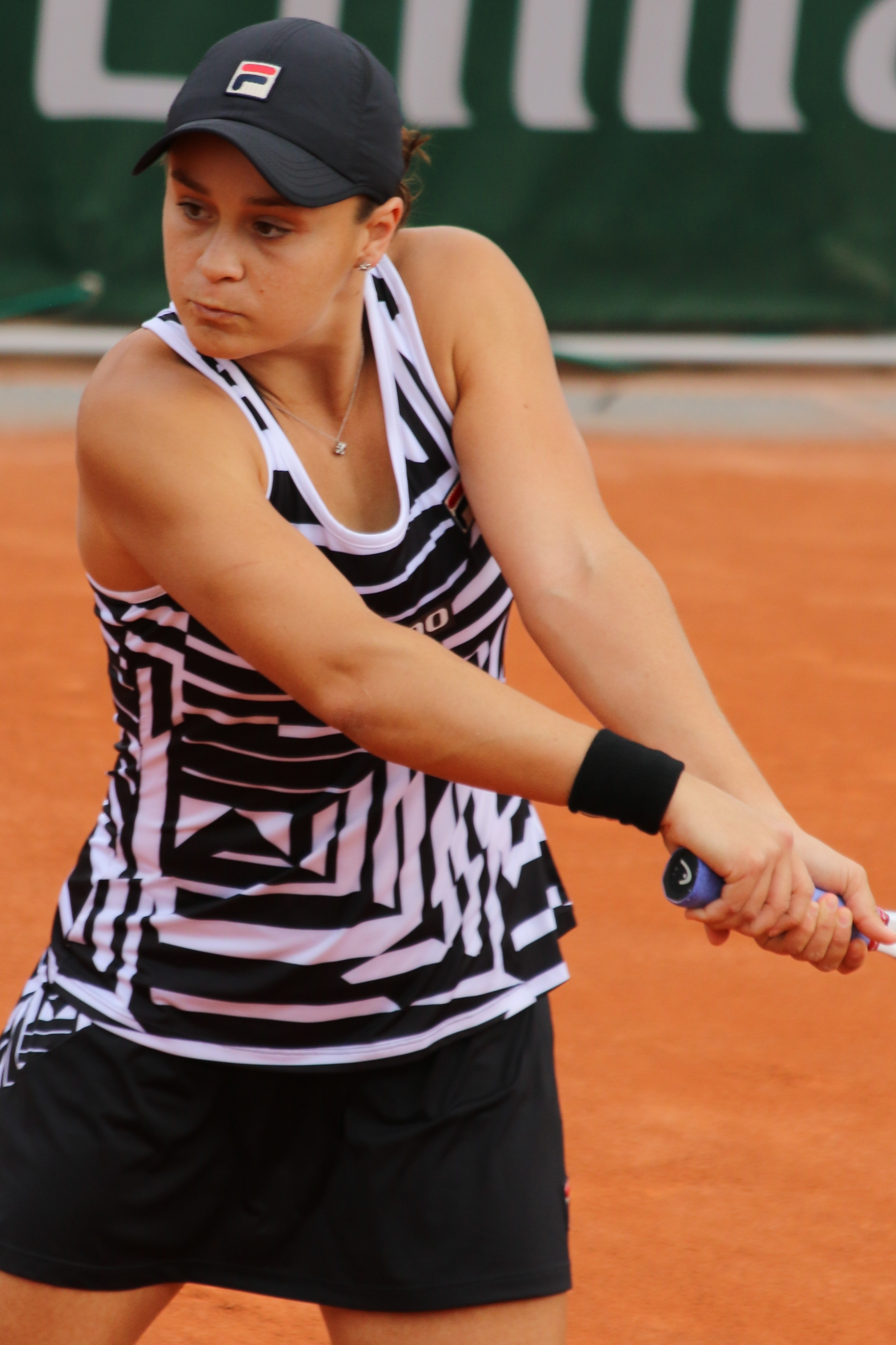
Ashleigh Barty è la vincitrice dell'Australian Open

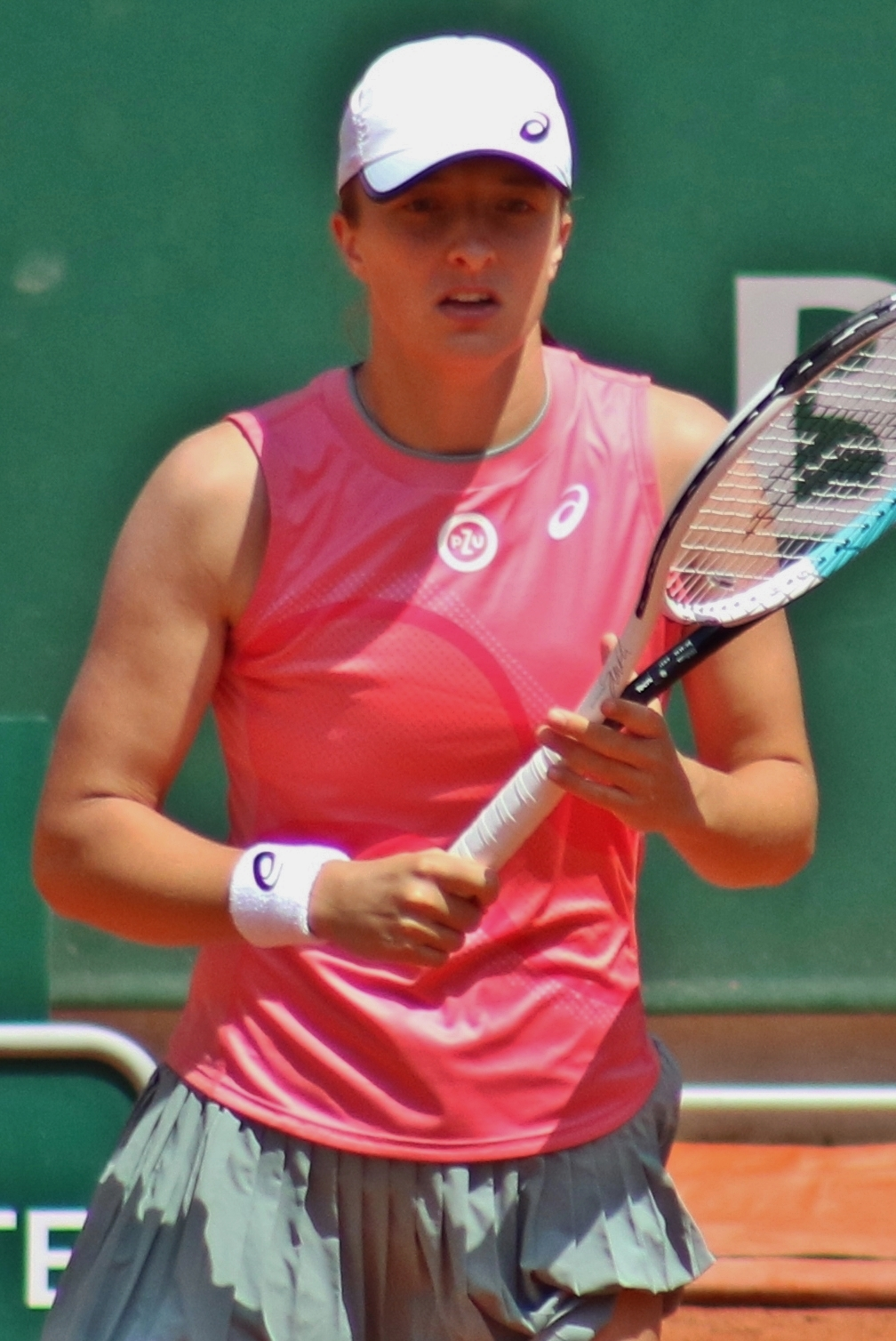
Iga Świątek è la vincitrice dell'Open di Francia e dell'US Open

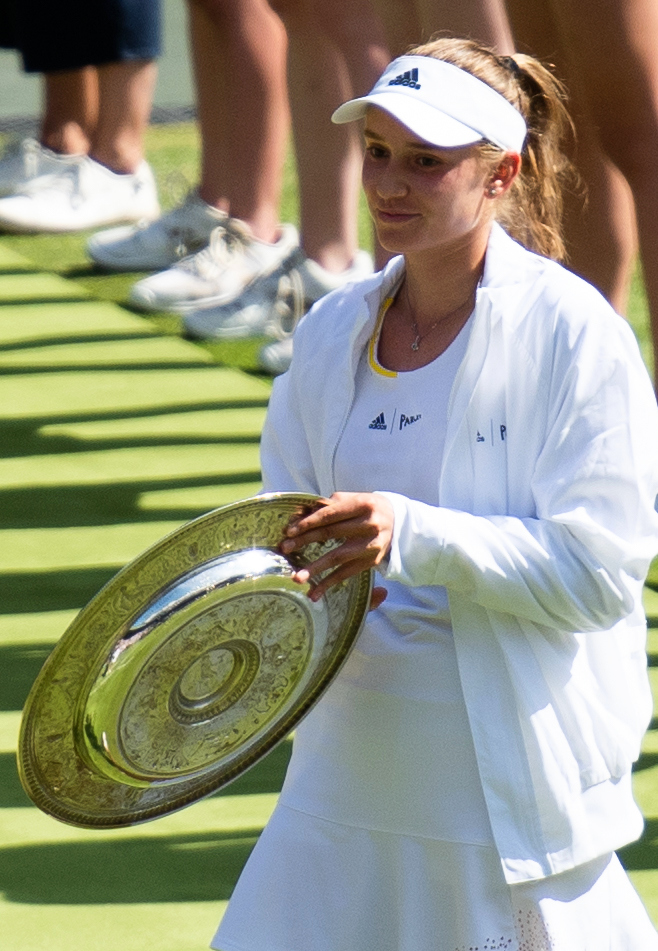
Elena Rybakina è la vincitrice del torneo di Wimbledon

## Calendario
Questo è il calendario degli eventi del 2022, con i risultati in progressione dai quarti di finale.
Legenda
| Grande Slam      |
| WTA Finals       |
| WTA Elite Trophy |
| Giochi olimpici  |
| WTA 1000         |
| WTA 500          |
| WTA 250          |
| Evento a squadre |

### Gennaio
| Settimana             | Torneo | Campionesse                                            | Finaliste                             | Semifinaliste                    | Eliminate ai quarti                                                   |
| --------------------- | --- | ------------------------------------------------------ | ------------------------------------- | -------------------------------- | --------------------------------------------------------------------- |
| 3 gennaio             | Adelaide International Adelaide, Australia WTA 500 703 580 $ - Cemento - 30/24Q/16D Singolare - Doppio                          | Ashleigh Barty 6–3, 6–2                                | Elena Rybakina                        | Iga Świątek Misaki Doi           | Sofia Kenin Viktoryja Azaranka Shelby Rogers Kaja Juvan               |
| 3 gennaio             | Adelaide International Adelaide, Australia WTA 500 703 580 $ - Cemento - 30/24Q/16D Singolare - Doppio                          | Ashleigh Barty Storm Sanders 6–1, 6–4                  | Darija Jurak Schreiber Andreja Klepač | Iga Świątek Misaki Doi           | Sofia Kenin Viktoryja Azaranka Shelby Rogers Kaja Juvan               |
| 3 gennaio             | Melbourne Summer Set 1 Melbourne, Australia WTA 250 239 477 $ - Cemento - 32S/24Q/16D Singolare - Doppio                        | Simona Halep 6–2, 6–3                                  | Veronika Kudermetova                  | Naomi Ōsaka Zheng Qinwen         | Andrea Petković Anastasija Potapova Ana Konjuh Viktorija Golubic      |
| 3 gennaio             | Melbourne Summer Set 1 Melbourne, Australia WTA 250 239 477 $ - Cemento - 32S/24Q/16D Singolare - Doppio                        | Asia Muhammad Jessica Pegula 6–3, 6–1                  | Sara Errani Jasmine Paolini           | Naomi Ōsaka Zheng Qinwen         | Andrea Petković Anastasija Potapova Ana Konjuh Viktorija Golubic      |
| 3 gennaio             | Melbourne Summer Set 2 Melbourne, Australia WTA 250 239 477 $ - Cemento - 32S/24Q/16D Singolare - Doppio                        | Amanda Anisimova 7–5, 1–6, 6–4                         | Aljaksandra Sasnovič                  | Dar'ja Kasatkina Ann Li          | Irina-Camelia Begu Nuria Párrizas Díaz Kamilla Rachimova Clara Tauson |
| 3 gennaio             | Melbourne Summer Set 2 Melbourne, Australia WTA 250 239 477 $ - Cemento - 32S/24Q/16D Singolare - Doppio                        | Bernarda Pera Kateřina Siniaková 6–2, 6(7)–7, [10–5]   | Tereza Martincová Mayar Sherif        | Dar'ja Kasatkina Ann Li          | Irina-Camelia Begu Nuria Párrizas Díaz Kamilla Rachimova Clara Tauson |
| 10 gennaio            | Sydney International 2022 Sydney, Australia WTA 500 703 580 $ - Cemento - 30S/24Q/16D Singolare - Doppio                        | Paula Badosa 6-3, 4-6, 7-6(4)                          | Barbora Krejčíková                    | Anett Kontaveit Dar'ja Kasatkina | Caroline Garcia Ons Jabeur Belinda Bencic Garbiñe Muguruza            |
| 10 gennaio            | Sydney International 2022 Sydney, Australia WTA 500 703 580 $ - Cemento - 30S/24Q/16D Singolare - Doppio                        | Anna Danilina Beatriz Haddad Maia 4-6, 7-5, [10-8]     | Vivian Heisen Panna Udvardy           | Anett Kontaveit Dar'ja Kasatkina | Caroline Garcia Ons Jabeur Belinda Bencic Garbiñe Muguruza            |
| 10 gennaio            | Adelaide International 2 Adelaide, Australia WTA 250 239 477 $ - Cemento - 32S/24Q/16D Singolare - Doppio                       | Madison Keys 6-1, 6-2                                  | Alison Riske                          | Tamara Zidanšek Coco Gauff       | Madison Brengle Lauren Davis Ana Konjuh Ljudmila Samsonova            |
| 10 gennaio            | Adelaide International 2 Adelaide, Australia WTA 250 239 477 $ - Cemento - 32S/24Q/16D Singolare - Doppio                       | Eri Hozumi Makoto Ninomiya 1-6, 7-6(4), [10-7]         | Tereza Martincová Markéta Vondroušová | Tamara Zidanšek Coco Gauff       | Madison Brengle Lauren Davis Ana Konjuh Ljudmila Samsonova            |
| 17 gennaio 24 gennaio | Australian Open Melbourne, Australia Grande Slam 75 000 000 AU$ - Cemento - 128S/128Q/64D/32X Singolare - Doppio - Doppio misto | Ashleigh Barty 6-3, 7–6(2)                             | Danielle Collins                      | Madison Keys Iga Świątek         | Jessica Pegula Barbora Krejčíková Alizé Cornet Kaia Kanepi            |
| 17 gennaio 24 gennaio | Australian Open Melbourne, Australia Grande Slam 75 000 000 AU$ - Cemento - 128S/128Q/64D/32X Singolare - Doppio - Doppio misto | Barbora Krejčíková Kateřina Siniaková 6(3)-7, 6-4, 6-4 | Anna Danilina Beatriz Haddad Maia     | Madison Keys Iga Świątek         | Jessica Pegula Barbora Krejčíková Alizé Cornet Kaia Kanepi            |
| 17 gennaio 24 gennaio | Australian Open Melbourne, Australia Grande Slam 75 000 000 AU$ - Cemento - 128S/128Q/64D/32X Singolare - Doppio - Doppio misto | Kristina Mladenovic Ivan Dodig 6-3, 6-4                | Jaimee Fourlis Jason Kubler           | Madison Keys Iga Świątek         | Jessica Pegula Barbora Krejčíková Alizé Cornet Kaia Kanepi            |

### Febbraio
| Settimana   | Torneo | Campionesse                                            | Finaliste                          | Semifinaliste                           | Eliminate ai quarti                                                        |
| ----------- | --- | ------------------------------------------------------ | ---------------------------------- | --------------------------------------- | -------------------------------------------------------------------------- |
| 7 febbraio  | St. Petersburg Ladies Trophy 2022 San Pietroburgo, Russia WTA 500 703 580 $ - Cemento (i) - 32S/32Q/16D Singolare - Doppio   | Anett Kontaveit 5-7, 7-6(4), 7-5                       | Maria Sakkarī                      | Irina-Camelia Begu Jeļena Ostapenko     | Elise Mertens Tereza Martincová Aljaksandra Sasnovič Belinda Bencic        |
| 7 febbraio  | St. Petersburg Ladies Trophy 2022 San Pietroburgo, Russia WTA 500 703 580 $ - Cemento (i) - 32S/32Q/16D Singolare - Doppio   | Anna Kalinskaja Caty McNally 6-3, 6(4)-7, [10-4]       | Alicja Rosolska Erin Routliffe     | Irina-Camelia Begu Jeļena Ostapenko     | Elise Mertens Tereza Martincová Aljaksandra Sasnovič Belinda Bencic        |
| 14 febbraio | Dubai Duty Free Tennis Championships Dubai, Emirati Arabi Uniti WTA 500 703 580 $ - Cemento - 32S/48Q/16D Singolare - Doppio | Jeļena Ostapenko 6-0, 6-4                              | Veronika Kudermetova               | Simona Halep Markéta Vondroušová        | Petra Kvitová Ons Jabeur Jil Teichmann Dajana Jastrems'ka                  |
| 14 febbraio | Dubai Duty Free Tennis Championships Dubai, Emirati Arabi Uniti WTA 500 703 580 $ - Cemento - 32S/48Q/16D Singolare - Doppio | Veronika Kudermetova Elise Mertens 6-1, 6-3            | Ljudmyla Kičenok Jeļena Ostapenko  | Simona Halep Markéta Vondroušová        | Petra Kvitová Ons Jabeur Jil Teichmann Dajana Jastrems'ka                  |
| 21 febbraio | Qatar Ladies Open 2022 Doha, Qatar WTA 1000 2 331 698 $ - Cemento - 56S/32Q/28D Singolare - Doppio                           | Iga Świątek 6-2, 6-0                                   | Anett Kontaveit                    | Maria Sakkarī Jeļena Ostapenko          | Aryna Sabalenka Coco Gauff Ons Jabeur Garbiñe Muguruza                     |
| 21 febbraio | Qatar Ladies Open 2022 Doha, Qatar WTA 1000 2 331 698 $ - Cemento - 56S/32Q/28D Singolare - Doppio                           | Coco Gauff Jessica Pegula 3-6, 7-5, [10-5]             | Veronika Kudermetova Elise Mertens | Maria Sakkarī Jeļena Ostapenko          | Aryna Sabalenka Coco Gauff Ons Jabeur Garbiñe Muguruza                     |
| 21 febbraio | Abierto Zapopan 2022 Guadalajara, Messico WTA 250 239 477 $ - Cemento - 32S/24Q/16D Singolare - Doppio                       | Sloane Stephens 7-5, 1-6, 6-2                          | Marie Bouzková                     | Anna Kalinskaja Wang Qiang              | Dar'ja Saville Camila Osorio Sara Sorribes Tormo Anna Karolína Schmiedlová |
| 21 febbraio | Abierto Zapopan 2022 Guadalajara, Messico WTA 250 239 477 $ - Cemento - 32S/24Q/16D Singolare - Doppio                       | Kaitlyn Christian Lidzija Marozava 7-5, 6-3            | Wang Xinyu Zhu Lin                 | Anna Kalinskaja Wang Qiang              | Dar'ja Saville Camila Osorio Sara Sorribes Tormo Anna Karolína Schmiedlová |
| 28 febbraio | Open 6ème Sens Métropole de Lyon Lione, Francia WTA 250 239 477 $ - Cemento (i) - 32S/24Q/16D Singolare - Doppio             | Zhang Shuai 3-6, 6-3, 6-4                              | Dajana Jastrems'ka                 | Caroline Garcia Sorana Cîrstea          | Alison Van Uytvanck Vitalija D'jačenko Jasmine Paolini Anna Bondár         |
| 28 febbraio | Open 6ème Sens Métropole de Lyon Lione, Francia WTA 250 239 477 $ - Cemento (i) - 32S/24Q/16D Singolare - Doppio             | Laura Siegemund Vera Zvonarëva 7-5, 6-1                | Alicia Barnett Olivia Nicholls     | Caroline Garcia Sorana Cîrstea          | Alison Van Uytvanck Vitalija D'jačenko Jasmine Paolini Anna Bondár         |
| 28 febbraio | Monterrey Open 2022 Monterrey, Messico WTA 250 239 477 $ - Cemento - 32S/24Q/16D Singolare - Doppio                          | Leylah Annie Fernandez 6(5)-7, 6-4, 7-6(3)             | Camila Osorio                      | Nuria Párrizas Díaz Beatriz Haddad Maia | Elina Svitolina Sara Sorribes Tormo Marie Bouzková Wang Qiang              |
| 28 febbraio | Monterrey Open 2022 Monterrey, Messico WTA 250 239 477 $ - Cemento - 32S/24Q/16D Singolare - Doppio                          | Catherine Harrison Sabrina Santamaria 1-6, 7-5, [10-6] | Han Xinyun Jana Sizikova           | Nuria Párrizas Díaz Beatriz Haddad Maia | Elina Svitolina Sara Sorribes Tormo Marie Bouzková Wang Qiang              |

### Marzo
| Settimana         | Torneo | Campionesse                                | Finaliste                          | Semifinaliste                 | Eliminate ai quarti                                           |
| ----------------- | --- | ------------------------------------------ | ---------------------------------- | ----------------------------- | ------------------------------------------------------------- |
| 7 marzo 14 marzo  | Indian Wells Open Indian Wells, Stati Uniti d'America WTA 1000 8 369 455 $ - Cemento - 96S/48Q/32D Singolare - Doppio | Iga Świątek 6-4, 6-1                       | Maria Sakkarī                      | Simona Halep Paula Badosa     | Petra Martić Madison Keys Veronika Kudermetova Elena Rybakina |
| 7 marzo 14 marzo  | Indian Wells Open Indian Wells, Stati Uniti d'America WTA 1000 8 369 455 $ - Cemento - 96S/48Q/32D Singolare - Doppio | Xu Yifan Yang Zhaoxuan 7-5, 7-6(4)         | Asia Muhammad Ena Shibahara        | Simona Halep Paula Badosa     | Petra Martić Madison Keys Veronika Kudermetova Elena Rybakina |
| 21 marzo 28 marzo | Miami Open 2022 Miami Gardens, Stati Uniti d'America WTA 1000 8 369 455 $ - Cemento - 96S/48Q/32D Singolare - Doppio  | Iga Świątek 6-4, 6-0                       | Naomi Ōsaka                        | Belinda Bencic Jessica Pegula | Dar'ja Saville Danielle Collins Paula Badosa Petra Kvitová    |
| 21 marzo 28 marzo | Miami Open 2022 Miami Gardens, Stati Uniti d'America WTA 1000 8 369 455 $ - Cemento - 96S/48Q/32D Singolare - Doppio  | Laura Siegemund Vera Zvonarëva 7-6(3), 7-5 | Veronika Kudermetova Elise Mertens | Belinda Bencic Jessica Pegula | Dar'ja Saville Danielle Collins Paula Badosa Petra Kvitová    |

### Aprile
| Settimana          | Torneo | Campionesse | Finaliste                                                                                            | Semifinaliste                           | Quarti di finale                                                     |
| ------------------ | --- | --- | --- | --------------------------------------- | -------------------------------------------------------------------- |
| 4 aprile           | Credit One Charleston Open 2022 Charleston, Stati Uniti d'America WTA 500 899 500 $ - Terra verde - 56S/32Q/16D Singolare - Doppio | Belinda Bencic 6-1, 5-7, 6-4                                                                                               | Ons Jabeur                                                                                           | Amanda Anisimova Ekaterina Aleksandrova | Coco Vandeweghe Anhelina Kalinina Magda Linette Paula Badosa         |
| 4 aprile           | Credit One Charleston Open 2022 Charleston, Stati Uniti d'America WTA 500 899 500 $ - Terra verde - 56S/32Q/16D Singolare - Doppio | Andreja Klepač Magda Linette 6-2, 4-6, [10-7]                                                                              | Lucie Hradecká Sania Mirza                                                                           | Amanda Anisimova Ekaterina Aleksandrova | Coco Vandeweghe Anhelina Kalinina Magda Linette Paula Badosa         |
| 4 aprile           | Claro Open Colsanitas 2022 Bogotà, Colombia WTA 250 239 477 $ - Terra rossa - 32S/24Q/16D Singolare - Doppio | Tatjana Maria 6-3, 4-6, 6-2                                                                                                | Laura Pigossi                                                                                        | Camila Osorio Kamilla Rachimova         | Elina Avanesjan Dajana Jastrems'ka Mirjam Björklund Irina Maria Bara |
| 4 aprile           | Claro Open Colsanitas 2022 Bogotà, Colombia WTA 250 239 477 $ - Terra rossa - 32S/24Q/16D Singolare - Doppio | Astra Sharma Aldila Sutjiadi 4-6, 6-4, [11-9]                                                                              | Emina Bektas Tara Moore                                                                              | Camila Osorio Kamilla Rachimova         | Elina Avanesjan Dajana Jastrems'ka Mirjam Björklund Irina Maria Bara |
| 11 aprile          | Billie Jean King Cup 2022 Turno di qualificazione Alghero, Italia - Cemento Asheville, Stati Uniti - Cemento (i) Praga, Repubblica Ceca - Terra rossa Nur-Sultan, Kazakistan - Terra rossa (i) Vancouver, Canada - Cemento (i) 's-Hertogenbosch, Paesi Bassi - Terra rossa (i) Radom, Polonia - Cemento (i) | Vincenti turno di qualificazione Italia 3-1 Stati Uniti 3-2 Rep. Ceca 3-2 Kazakistan 3-1 Canada 4-0 Spagna 4-0 Polonia 4-0 | Perdenti turno di qualificazione Francia Ucraina Gran Bretagna Germania Lettonia Paesi Bassi Romania |                                         |                                                                      |
| 18 aprile          | Porsche Tennis Grand Prix Stoccarda, Germania WTA 500 757 900 $ - Terra rossa (i) - 28S/24Q/16D Singolare - Doppio | Iga Świątek 6-2, 6-2 | Aryna Sabalenka                                                                                      | Ljudmila Samsonova Paula Badosa         | Emma Raducanu Laura Siegemund Anett Kontaveit Ons Jabeur             |
| 18 aprile          | Porsche Tennis Grand Prix Stoccarda, Germania WTA 500 757 900 $ - Terra rossa (i) - 28S/24Q/16D Singolare - Doppio | Desirae Krawczyk Demi Schuurs 6-3, 6-4                                                                                     | Cori Gauff Zhang Shuai                                                                               | Ljudmila Samsonova Paula Badosa         | Emma Raducanu Laura Siegemund Anett Kontaveit Ons Jabeur             |
| 18 aprile          | Istanbul Cup 2022 Istanbul, Turchia WTA 250 251 750 $ - Terra rossa - 32S/24Q/16D Singolare - Doppio | Anastasija Potapova 6-3, 6-1                                                                                               | Veronika Kudermetova                                                                                 | Julija Putinceva Sorana Cîrstea         | Ajla Tomljanović Sara Sorribes Tormo Anna Bondár Julia Grabher       |
| 18 aprile          | Istanbul Cup 2022 Istanbul, Turchia WTA 250 251 750 $ - Terra rossa - 32S/24Q/16D Singolare - Doppio | Marie Bouzková Sara Sorribes Tormo 6-3, 6-4                                                                                | Natela Dzalamidze Kamilla Rachimova                                                                  | Julija Putinceva Sorana Cîrstea         | Ajla Tomljanović Sara Sorribes Tormo Anna Bondár Julia Grabher       |
| 25 aprile 2 maggio | Mutua Madrid Open Madrid, Spagna WTA 1000 6 575 560 $ - Terra rossa - 64S/48Q/30D Singolare - Doppio | Ons Jabeur 7-5, 0-6, 6-2                                                                                                   | Jessica Pegula                                                                                       | Jil Teichmann Ekaterina Aleksandrova    | Anhelina Kalinina Sara Sorribes Tormo Amanda Anisimova Simona Halep  |
| 25 aprile 2 maggio | Mutua Madrid Open Madrid, Spagna WTA 1000 6 575 560 $ - Terra rossa - 64S/48Q/30D Singolare - Doppio | Gabriela Dabrowski Giuliana Olmos 7-6(1), 5-7, [10-7]                                                                      | Desirae Krawczyk Demi Schuurs                                                                        | Jil Teichmann Ekaterina Aleksandrova    | Anhelina Kalinina Sara Sorribes Tormo Amanda Anisimova Simona Halep  |

### Maggio
| Settimana           | Torneo | Campionesse                                                    | Finaliste                          | Semifinaliste                     | Eliminate ai quarti                                                  |
| ------------------- | --- | -------------------------------------------------------------- | ---------------------------------- | --------------------------------- | -------------------------------------------------------------------- |
| 9 maggio            | Internazionali BNL d'Italia Roma, Italia WTA 1000 2 527 250 $ - Terra rossa - 56S/32Q/28D Singolare - Doppio                 | Iga Świątek 6-2, 6-2                                           | Ons Jabeur                         | Aryna Sabalenka Dar'ja Kasatkina  | Bianca Andreescu Amanda Anisimova Maria Sakkarī Jil Teichmann        |
| 9 maggio            | Internazionali BNL d'Italia Roma, Italia WTA 1000 2 527 250 $ - Terra rossa - 56S/32Q/28D Singolare - Doppio                 | Veronika Kudermetova Anastasija Pavljučenkova 1-6, 6-4, [10-7] | Gabriela Dabrowski Giuliana Olmos  | Aryna Sabalenka Dar'ja Kasatkina  | Bianca Andreescu Amanda Anisimova Maria Sakkarī Jil Teichmann        |
| 16 maggio           | Grand Prix SAR La Princesse Lalla Meryem Rabat, Marocco WTA 250 251 750 $ - Terra rossa - 32S/16Q/16D Singolare - Doppio     | Martina Trevisan 6-2, 6-1                                      | Claire Liu                         | Lucia Bronzetti Anna Bondár       | Arantxa Rus Nuria Párrizas Díaz Astra Sharma Ajla Tomljanović        |
| 16 maggio           | Grand Prix SAR La Princesse Lalla Meryem Rabat, Marocco WTA 250 251 750 $ - Terra rossa - 32S/16Q/16D Singolare - Doppio     | Eri Hozumi Makoto Ninomiya 6(7)-7, 6-3, [10-8]                 | Monica Niculescu Aleksandra Panova | Lucia Bronzetti Anna Bondár       | Arantxa Rus Nuria Párrizas Díaz Astra Sharma Ajla Tomljanović        |
| 16 maggio           | Internationaux de Strasbourg Strasburgo, Francia WTA 250 251 750 $ - Terra rossa - 32S/16Q/16D Singolare - Doppio            | Angelique Kerber 7-6(5), 6(0)-7, 7-6(5)                        | Kaja Juvan                         | Karolína Plíšková Océane Dodin    | Maryna Zanevs'ka Elise Mertens Viktorija Golubic Magda Linette       |
| 16 maggio           | Internationaux de Strasbourg Strasburgo, Francia WTA 250 251 750 $ - Terra rossa - 32S/16Q/16D Singolare - Doppio            | Nicole Melichar-Martinez Daria Saville 5-7, 7-5, [10-6]        | Lucie Hradecká Sania Mirza         | Karolína Plíšková Océane Dodin    | Maryna Zanevs'ka Elise Mertens Viktorija Golubic Magda Linette       |
| 23 maggio 30 maggio | Open di Francia Parigi, Francia Grande Slam 21 256 800 € - Terra rossa - 128S/128Q/64D/32X Singolare - Doppio - Doppio misto | Iga Świątek 6-1, 6-3                                           | Cori Gauff                         | Dar'ja Kasatkina Martina Trevisan | Jessica Pegula Veronika Kudermetova Leylah Fernandez Sloane Stephens |
| 23 maggio 30 maggio | Open di Francia Parigi, Francia Grande Slam 21 256 800 € - Terra rossa - 128S/128Q/64D/32X Singolare - Doppio - Doppio misto | Caroline Garcia Kristina Mladenovic 2-6, 6-3, 6-2              | Cori Gauff Jessica Pegula          | Dar'ja Kasatkina Martina Trevisan | Jessica Pegula Veronika Kudermetova Leylah Fernandez Sloane Stephens |
| 23 maggio 30 maggio | Open di Francia Parigi, Francia Grande Slam 21 256 800 € - Terra rossa - 128S/128Q/64D/32X Singolare - Doppio - Doppio misto | Ena Shibahara Wesley Koolhof 7-6(5), 6-2                       | Ulrikke Eikeri Joran Vliegen       | Dar'ja Kasatkina Martina Trevisan | Jessica Pegula Veronika Kudermetova Leylah Fernandez Sloane Stephens |

### Giugno
| Settimana          | Torneo | Campionesse                                    | Finaliste                          | Semifinaliste                       | Eliminate ai quarti                                                          |
| ------------------ | --- | ---------------------------------------------- | ---------------------------------- | ----------------------------------- | ---------------------------------------------------------------------------- |
| 6 giugno           | Libéma Open 2022 's-Hertogenbosch, Paesi Bassi WTA 250 251 750 $ - Erba - 32S/24Q/16D Singolare - Doppio                      | Ekaterina Aleksandrova 7-5, 6-0                | Aryna Sabalenka                    | Shelby Rogers Veronika Kudermetova  | Alison Van Uytvanck Kirsten Flipkens Caty McNally Belinda Bencic             |
| 6 giugno           | Libéma Open 2022 's-Hertogenbosch, Paesi Bassi WTA 250 251 750 $ - Erba - 32S/24Q/16D Singolare - Doppio                      | Ellen Perez Tamara Zidanšek 6-3, 5-7, [12-10]  | Veronika Kudermetova Elise Mertens | Shelby Rogers Veronika Kudermetova  | Alison Van Uytvanck Kirsten Flipkens Caty McNally Belinda Bencic             |
| 6 giugno           | Rothesay Open 2022 Nottingham, Regno Unito WTA 250 251 750 $ - Erba - 32S/16Q/16D Singolare - Doppio                          | Beatriz Haddad Maia 6-4, 1-6, 6-3              | Alison Riske                       | Tereza Martincová Viktorija Golubic | Maria Sakkarī Zhang Shuai Harriet Dart Ajla Tomljanović                      |
| 6 giugno           | Rothesay Open 2022 Nottingham, Regno Unito WTA 250 251 750 $ - Erba - 32S/16Q/16D Singolare - Doppio                          | Beatriz Haddad Maia Zhang Shuai 7-6(2), 6-3    | Caroline Dolehide Monica Niculescu | Tereza Martincová Viktorija Golubic | Maria Sakkarī Zhang Shuai Harriet Dart Ajla Tomljanović                      |
| 13 giugno          | Bett1 Open Berlino, Germania WTA 500 757 900 $ - Erba - 28S/24Q/16D Singolare - Doppio                                        | Ons Jabeur 6-3, 2-1, rit.                      | Belinda Bencic                     | Coco Gauff Maria Sakkarī            | Aljaksandra Sasnovič Karolína Plíšková Veronika Kudermetova Dar'ja Kasatkina |
| 13 giugno          | Bett1 Open Berlino, Germania WTA 500 757 900 $ - Erba - 28S/24Q/16D Singolare - Doppio                                        | Storm Sanders Kateřina Siniaková 6-4, 6-3      | Alizé Cornet Jil Teichmann         | Coco Gauff Maria Sakkarī            | Aljaksandra Sasnovič Karolína Plíšková Veronika Kudermetova Dar'ja Kasatkina |
| 13 giugno          | Rothesay Classic 2022 Birmingham, Regno Unito WTA 250 251 750 $ - Erba - 32S/24Q/16D Singolare - Doppio                       | Beatriz Haddad Maia 5-4, rit.                  | Zhang Shuai                        | Sorana Cîrstea Simona Halep         | Dajana Jastrems'ka Donna Vekić Camila Giorgi Katie Boulter                   |
| 13 giugno          | Rothesay Classic 2022 Birmingham, Regno Unito WTA 250 251 750 $ - Erba - 32S/24Q/16D Singolare - Doppio                       | Ljudmyla Kičenok Jeļena Ostapenko w/o          | Elise Mertens Zhang Shuai          | Sorana Cîrstea Simona Halep         | Dajana Jastrems'ka Donna Vekić Camila Giorgi Katie Boulter                   |
| 20 giugno          | Rothesay International 2022 Eastbourne, Regno Unito WTA 500 757 900 $ - Erba - 32S/24Q/16D Singolare - Doppio                 | Petra Kvitová 6-3, 6-2                         | Jeļena Ostapenko                   | Beatriz Haddad Maia Camila Giorgi   | Lesja Curenko Harriet Dart Anhelina Kalinina Viktorija Tomova                |
| 20 giugno          | Rothesay International 2022 Eastbourne, Regno Unito WTA 500 757 900 $ - Erba - 32S/24Q/16D Singolare - Doppio                 | Aleksandra Krunić Magda Linette w/o            | Ljudmyla Kičenok Jeļena Ostapenko  | Beatriz Haddad Maia Camila Giorgi   | Lesja Curenko Harriet Dart Anhelina Kalinina Viktorija Tomova                |
| 20 giugno          | Bad Homburg Open 2022 Bad Homburg, Germania WTA 250 251 750 $ - Erba - 32S/8Q/16D Singolare - Doppio                          | Caroline Garcia 6(5)-7, 6-4, 6-4               | Bianca Andreescu                   | Simona Halep Alizé Cornet           | Dar'ja Kasatkina Amanda Anisimova Angelique Kerber Sabine Lisicki            |
| 20 giugno          | Bad Homburg Open 2022 Bad Homburg, Germania WTA 250 251 750 $ - Erba - 32S/8Q/16D Singolare - Doppio                          | Eri Hozumi Makoto Ninomiya 6-4, 6(5)-7, [10-5] | Alicja Rosolska Erin Routliffe     | Simona Halep Alizé Cornet           | Dar'ja Kasatkina Amanda Anisimova Angelique Kerber Sabine Lisicki            |
| 27 giugno 4 luglio | Torneo di Wimbledon Londra, Regno Unito Grande Slam 35 016 000 £ - Erba - 128S/128Q/64D/32X Singolare - Doppio - Doppio misto | Elena Rybakina 3-6, 6-2, 6-2                   | Ons Jabeur                         | Simona Halep Tatjana Maria          | Ajla Tomljanović Amanda Anisimova Marie Bouzková Jule Niemeier               |
| 27 giugno 4 luglio | Torneo di Wimbledon Londra, Regno Unito Grande Slam 35 016 000 £ - Erba - 128S/128Q/64D/32X Singolare - Doppio - Doppio misto | Barbora Krejčiková Kateřina Siniaková 6-2, 6-4 | Elise Mertens Zhang Shuai          | Simona Halep Tatjana Maria          | Ajla Tomljanović Amanda Anisimova Marie Bouzková Jule Niemeier               |
| 27 giugno 4 luglio | Torneo di Wimbledon Londra, Regno Unito Grande Slam 35 016 000 £ - Erba - 128S/128Q/64D/32X Singolare - Doppio - Doppio misto | Neal Skupski Desirae Krawczyk 6-4, 6-3         | Matthew Ebden Samantha Stosur      | Simona Halep Tatjana Maria          | Ajla Tomljanović Amanda Anisimova Marie Bouzková Jule Niemeier               |

### Luglio
| Settimana | Torneo | Campionesse                                            | Finaliste                             | Semifinaliste                        | Eliminate ai quarti                                                        |
| --------- | --- | ------------------------------------------------------ | ------------------------------------- | ------------------------------------ | -------------------------------------------------------------------------- |
| 11 luglio | Ladies Open Lausanne Losanna, Svizzera WTA 250 251 750 $ - Terra rossa - 32S/24Q/16D Singolare - Doppio              | Petra Martić 6-4, 6-2                                  | Olga Danilović                        | Anastasija Potapova Caroline Garcia  | Simona Waltert Jule Niemeier Sara Sorribes Tormo Belinda Bencic            |
| 11 luglio | Ladies Open Lausanne Losanna, Svizzera WTA 250 251 750 $ - Terra rossa - 32S/24Q/16D Singolare - Doppio              | Olga Danilović Kristina Mladenovic w/o                 | Ulrikke Eikeri Tamara Zidanšek        | Anastasija Potapova Caroline Garcia  | Simona Waltert Jule Niemeier Sara Sorribes Tormo Belinda Bencic            |
| 11 luglio | Hungarian Grand Prix Budapest, Ungheria WTA 250 251 750 $ - Terra rossa - 32S/24Q/16D Singolare - Doppio             | Bernarda Pera 6-3, 6-3                                 | Aleksandra Krunić                     | Julija Putinceva Anna Bondár         | Wang Xiyu Lesja Curenko Elisabetta Cocciaretto Martina Trevisan            |
| 11 luglio | Hungarian Grand Prix Budapest, Ungheria WTA 250 251 750 $ - Terra rossa - 32S/24Q/16D Singolare - Doppio             | Ekaterine Gorgodze Oksana Kalašnikova 1-6, 6-4, [10-6] | Katarzyna Piter Kimberley Zimmermann  | Julija Putinceva Anna Bondár         | Wang Xiyu Lesja Curenko Elisabetta Cocciaretto Martina Trevisan            |
| 18 luglio | Hamburg European Open Amburgo, Germania WTA 250 251 750 $ - Terra rossa - 32S/24Q/16D Singolare - Doppio             | Bernarda Pera 6-2, 6-4                                 | Anett Kontaveit                       | Anastasija Potapova Maryna Zanevs'ka | Andrea Petković Barbora Krejčíková Aljaksandra Sasnovič Kateřina Siniaková |
| 18 luglio | Hamburg European Open Amburgo, Germania WTA 250 251 750 $ - Terra rossa - 32S/24Q/16D Singolare - Doppio             | Sophie Chang Angela Kulikov 6-3, 4-6, [10-6]           | Miyu Katō Aldila Sutjiadi             | Anastasija Potapova Maryna Zanevs'ka | Andrea Petković Barbora Krejčíková Aljaksandra Sasnovič Kateřina Siniaková |
| 18 luglio | Internazionali Femminili di Palermo Palermo, Italia WTA 250 251 750 $ - Terra rossa - 32S/24Q/16D Singolare - Doppio | Irina-Camelia Begu 6-2, 6-2                            | Lucia Bronzetti                       | Jasmine Paolini Sara Sorribes Tormo  | Caroline Garcia Nuria Párrizas Díaz Anna Bondár Diane Parry                |
| 18 luglio | Internazionali Femminili di Palermo Palermo, Italia WTA 250 251 750 $ - Terra rossa - 32S/24Q/16D Singolare - Doppio | Anna Bondár Kimberley Zimmermann 6-3, 6-2              | Amina Anšba Panna Udvardy             | Jasmine Paolini Sara Sorribes Tormo  | Caroline Garcia Nuria Párrizas Díaz Anna Bondár Diane Parry                |
| 25 luglio | BNP Paribas Poland Open Varsavia, Polonia WTA 250 251 750 $ - Terra rossa - 32S/24Q/16D Singolare - Doppio           | Caroline Garcia 6-4, 6-1                               | Ana Bogdan                            | Jasmine Paolini Kateryna Baindl      | Iga Świątek Viktorija Golubic Petra Martić Laura Pigossi                   |
| 25 luglio | BNP Paribas Poland Open Varsavia, Polonia WTA 250 251 750 $ - Terra rossa - 32S/24Q/16D Singolare - Doppio           | Anna Danilina Anna-Lena Friedsam 6-4, 5-7, [10-5]      | Katarzyna Kawa Alicja Rosolska        | Jasmine Paolini Kateryna Baindl      | Iga Świątek Viktorija Golubic Petra Martić Laura Pigossi                   |
| 25 luglio | Livesport Prague Open Praga, Repubblica Ceca WTA 250 251 750 $ - Cemento - 32S/24Q/16D Singolare - Doppio            | Marie Bouzková 6-0, 6-3                                | Anastasija Potapova                   | Wang Qiang Linda Nosková             | Anett Kontaveit Magda Linette Oksana Selechmet'eva Nao Hibino              |
| 25 luglio | Livesport Prague Open Praga, Repubblica Ceca WTA 250 251 750 $ - Cemento - 32S/24Q/16D Singolare - Doppio            | Anastasija Potapova Jana Sizikova 6-3, 6-4             | Angelina Gabueva Anastasija Zacharova | Wang Qiang Linda Nosková             | Anett Kontaveit Magda Linette Oksana Selechmet'eva Nao Hibino              |

### Agosto
| Settimana             | Torneo | Campionesse                                         | Finaliste                               | Semifinaliste                     | Eliminate ai quarti                                             |
| --------------------- | --- | --------------------------------------------------- | --------------------------------------- | --------------------------------- | --------------------------------------------------------------- |
| 1º agosto             | Mubadala Silicon Valley Classic San Jose, Stati Uniti d'America WTA 500 757 900 $ - Cemento - 28S/24Q/16D Singolare - Doppio     | Dar'ja Kasatkina 6(2)-7, 6-1, 6-2                   | Shelby Rogers                           | Veronika Kudermetova Paula Badosa | Amanda Anisimova Ons Jabeur Aryna Sabalenka Cori Gauff          |
| 1º agosto             | Mubadala Silicon Valley Classic San Jose, Stati Uniti d'America WTA 500 757 900 $ - Cemento - 28S/24Q/16D Singolare - Doppio     | Xu Yifan Yang Zhaoxuan 7-5, 6-0                     | Shūko Aoyama Chan Hao-ching             | Veronika Kudermetova Paula Badosa | Amanda Anisimova Ons Jabeur Aryna Sabalenka Cori Gauff          |
| 1º agosto             | Citi Open Washington, Stati Uniti d'America WTA 250 251 750 $ - Cemento - 32S/16Q/16D Singolare - Doppio                         | Ljudmila Samsonova 4-6, 6-3, 6-3                    | Kaia Kanepi                             | Daria Saville Wang Xiyu           | Rebecca Marino Anna Kalinskaja Viktoryja Azaranka Emma Raducanu |
| 1º agosto             | Citi Open Washington, Stati Uniti d'America WTA 250 251 750 $ - Cemento - 32S/16Q/16D Singolare - Doppio                         | Jessica Pegula Erin Routliffe 6-3, 5-7, [12-10]     | Anna Kalinskaja Caty McNally            | Daria Saville Wang Xiyu           | Rebecca Marino Anna Kalinskaja Viktoryja Azaranka Emma Raducanu |
| 8 agosto              | Canadian Open Toronto, Canada WTA 1000 2 697 250 $ - Cemento - 56S/32Q/28D Singolare - Doppio                                    | Simona Halep 6-3, 2-6, 6-3                          | Beatriz Haddad Maia                     | Karolína Plíšková Jessica Pegula  | Belinda Bencic Zheng Qinwen Julija Putinceva Cori Gauff         |
| 8 agosto              | Canadian Open Toronto, Canada WTA 1000 2 697 250 $ - Cemento - 56S/32Q/28D Singolare - Doppio                                    | Coco Gauff Jessica Pegula 6–4, 6(5)-7, [10–5]       | Nicole Melichar-Martinez Ellen Perez    | Karolína Plíšková Jessica Pegula  | Belinda Bencic Zheng Qinwen Julija Putinceva Cori Gauff         |
| 15 agosto             | Cincinnati Open Cincinnati, Stati Uniti d'America WTA 1000 2 527 250 $ - Cemento - 56S/32Q/28D Singolare - Doppio                | Caroline Garcia 6-2, 6-4                            | Petra Kvitová                           | Madison Keys Aryna Sabalenka      | Elena Rybakina Ajla Tomljanović Jessica Pegula Zhang Shuai      |
| 15 agosto             | Cincinnati Open Cincinnati, Stati Uniti d'America WTA 1000 2 527 250 $ - Cemento - 56S/32Q/28D Singolare - Doppio                | Ljudmyla Kičenok Jeļena Ostapenko 7-6(5), 6-3       | Nicole Melichar-Martinez Ellen Perez    | Madison Keys Aryna Sabalenka      | Elena Rybakina Ajla Tomljanović Jessica Pegula Zhang Shuai      |
| 22 agosto             | Tennis in the Land Cleveland, Stati Uniti d'America WTA 250 251 750 $ - Cemento - 32S/24Q/16D Singolare - Doppio                 | Ljudmila Samsonova 6-1, 6-3                         | Aljaksandra Sasnovič                    | Bernarda Pera Alizé Cornet        | Sofia Kenin Magda Linette Madison Brengle Zhang Shuai           |
| 22 agosto             | Tennis in the Land Cleveland, Stati Uniti d'America WTA 250 251 750 $ - Cemento - 32S/24Q/16D Singolare - Doppio                 | Nicole Melichar-Martinez Ellen Perez 7-5, 6-3       | Anna Danilina Aleksandra Krunić         | Bernarda Pera Alizé Cornet        | Sofia Kenin Magda Linette Madison Brengle Zhang Shuai           |
| 22 agosto             | Championnats Banque Nationale de Granby 2022 Granby, Canada WTA 250 251 750 $ - Cemento - 32S/24Q/16D Singolare - Doppio         | Dar'ja Kasatkina 6-4, 6-4                           | Daria Saville                           | Diane Parry Marta Kostjuk         | Nuria Párrizas Díaz Tatjana Maria Rebecca Marino Wang Xiyu      |
| 22 agosto             | Championnats Banque Nationale de Granby 2022 Granby, Canada WTA 250 251 750 $ - Cemento - 32S/24Q/16D Singolare - Doppio         | Alicia Barnett Olivia Nicholls 5-7, 6-3, [10-1]     | Harriet Dart Rosalie van der Hoek       | Diane Parry Marta Kostjuk         | Nuria Párrizas Díaz Tatjana Maria Rebecca Marino Wang Xiyu      |
| 29 agosto 5 settembre | US Open New York, Stati Uniti d'America Grande Slam 60 102 000 $ - Cemento - 128S/128Q/64D/32X Singolare - Doppio - Doppio misto | Iga Świątek 6-2, 7–6(5)                             | Ons Jabeur                              | Aryna Sabalenka Caroline Garcia   | Jessica Pegula Karolína Plíšková Cori Gauff Ajla Tomljanović    |
| 29 agosto 5 settembre | US Open New York, Stati Uniti d'America Grande Slam 60 102 000 $ - Cemento - 128S/128Q/64D/32X Singolare - Doppio - Doppio misto | Barbora Krejčíková Kateřina Siniaková 3-6, 7-5, 6-1 | Caty McNally Taylor Townsend            | Aryna Sabalenka Caroline Garcia   | Jessica Pegula Karolína Plíšková Cori Gauff Ajla Tomljanović    |
| 29 agosto 5 settembre | US Open New York, Stati Uniti d'America Grande Slam 60 102 000 $ - Cemento - 128S/128Q/64D/32X Singolare - Doppio - Doppio misto | Storm Sanders John Peers 4-6, 6-4, [10-7]           | Kirsten Flipkens Édouard Roger-Vasselin | Aryna Sabalenka Caroline Garcia   | Jessica Pegula Karolína Plíšková Cori Gauff Ajla Tomljanović    |

### Settembre
| Settimana    | Torneo | Campionesse                                           | Finaliste                                | Semifinaliste                    | Eliminate ai quarti                                                  |
| ------------ | --- | ----------------------------------------------------- | ---------------------------------------- | -------------------------------- | -------------------------------------------------------------------- |
| 12 settembre | Slovenia Open WTA Portorose, Slovenia WTA 250 251 750 $ - Cemento - 32S/24Q/16D Singolare - Doppio               | Kateřina Siniaková 6(4)-7, 7-6(5), 6-4                | Elena Rybakina                           | Anna-Lena Friedsam Ana Bogdan    | Diane Parry Jasmine Paolini Lesja Curenko Beatriz Haddad Maia        |
| 12 settembre | Slovenia Open WTA Portorose, Slovenia WTA 250 251 750 $ - Cemento - 32S/24Q/16D Singolare - Doppio               | Marta Kostjuk Tereza Martincová 6-4, 6-0              | Cristina Bucșa Tereza Mihalíková         | Anna-Lena Friedsam Ana Bogdan    | Diane Parry Jasmine Paolini Lesja Curenko Beatriz Haddad Maia        |
| 12 settembre | Chennai Open Chennai, India WTA 250 251 750 $ - Cemento - 32S/24Q/16D Singolare - Doppio                         | Linda Fruhvirtová 4-6, 6-3, 6-4                       | Magda Linette                            | Katie Swan Nadia Podoroska       | Nao Hibino Rebecca Marino Eugenie Bouchard Varvara Gračëva           |
| 12 settembre | Chennai Open Chennai, India WTA 250 251 750 $ - Cemento - 32S/24Q/16D Singolare - Doppio                         | Gabriela Dabrowski Luisa Stefani 6-1, 6-2             | Anna Blinkova Natela Dzalamidze          | Katie Swan Nadia Podoroska       | Nao Hibino Rebecca Marino Eugenie Bouchard Varvara Gračëva           |
| 19 settembre | Toray Pan Pacific Open Tokyo, Giappone WTA 500 757 900 $ - Cemento - 32S/24Q/16D Singolare - Doppio              | Ljudmila Samsonova 7-5, 7-5                           | Zheng Qinwen                             | Veronika Kudermetova Zhang Shuai | Claire Liu Beatriz Haddad Maia Garbiñe Muguruza Petra Martić         |
| 19 settembre | Toray Pan Pacific Open Tokyo, Giappone WTA 500 757 900 $ - Cemento - 32S/24Q/16D Singolare - Doppio              | Gabriela Dabrowski Giuliana Olmos 6-4, 6-4            | Nicole Melichar-Martinez Ellen Perez     | Veronika Kudermetova Zhang Shuai | Claire Liu Beatriz Haddad Maia Garbiñe Muguruza Petra Martić         |
| 19 settembre | Korea Open Tennis Championships Seul, Corea del Sud WTA 250 251 750 $ - Cemento - 32S/24Q/16D Singolare - Doppio | Ekaterina Aleksandrova 7-6(4), 6-0                    | Jeļena Ostapenko                         | Emma Raducanu Tatjana Maria      | Victoria Jiménez Kasintseva Magda Linette Zhu Lin Lulu Sun           |
| 19 settembre | Korea Open Tennis Championships Seul, Corea del Sud WTA 250 251 750 $ - Cemento - 32S/24Q/16D Singolare - Doppio | Kristina Mladenovic Yanina Wickmayer 6-3, 6-2         | Asia Muhammad Sabrina Santamaria         | Emma Raducanu Tatjana Maria      | Victoria Jiménez Kasintseva Magda Linette Zhu Lin Lulu Sun           |
| 26 settembre | Parma Ladies Open Parma, Italia WTA 250 251 750 $ - Terra rossa - 32S/24Q/16D Singolare - Doppio                 | Mayar Sherif 7-5, 6-3                                 | Maria Sakkarī                            | Danka Kovinić Ana Bogdan         | Maryna Zanevs'ka Jasmine Paolini Irina-Camelia Begu Lauren Davis     |
| 26 settembre | Parma Ladies Open Parma, Italia WTA 250 251 750 $ - Terra rossa - 32S/24Q/16D Singolare - Doppio                 | Anastasia Dețiuc Miriam Kolodziejová 1-6, 6-3, [10-8] | Arantxa Rus Tamara Zidanšek              | Danka Kovinić Ana Bogdan         | Maryna Zanevs'ka Jasmine Paolini Irina-Camelia Begu Lauren Davis     |
| 26 settembre | Tallinn Open Tallinn, Estonia WTA 250 251 750 $ - Cemento (i) - 32S/24Q/16D Singolare - Doppio                   | Barbora Krejčíková 6-2, 6-3                           | Anett Kontaveit                          | Kaia Kanepi Belinda Bencic       | Ysaline Bonaventure Karolína Muchová Beatriz Haddad Maia Donna Vekić |
| 26 settembre | Tallinn Open Tallinn, Estonia WTA 250 251 750 $ - Cemento (i) - 32S/24Q/16D Singolare - Doppio                   | Ljudmyla Kičenok Nadiia Kičenok 7-5, 4-6, [10-7]      | Nicole Melichar-Martinez Laura Siegemund | Kaia Kanepi Belinda Bencic       | Ysaline Bonaventure Karolína Muchová Beatriz Haddad Maia Donna Vekić |

### Ottobre
| Settimana  | Torneo | Campionesse                                         | Finaliste                             | Semifinaliste                         | Eliminate ai quarti                                                                                       |
| ---------- | --- | --------------------------------------------------- | ------------------------------------- | ------------------------------------- | --- |
| 3 ottobre  | AGEL Open Ostrava, Repubblica Ceca WTA 500 757 900 $ - Cemento (i) - 28S/24Q/16D Singolare - Doppio                   | Barbora Krejčiková 5-7, 7-6(4), 6-3                 | Iga Świątek                           | Ekaterina Aleksandrova Elena Rybakina | Caty McNally Tereza Martincová Alycia Parks Petra Kvitová                                                 |
| 3 ottobre  | AGEL Open Ostrava, Repubblica Ceca WTA 500 757 900 $ - Cemento (i) - 28S/24Q/16D Singolare - Doppio                   | Caty McNally Alycia Parks 6-3, 6-2                  | Alicja Rosolska Erin Routliffe        | Ekaterina Aleksandrova Elena Rybakina | Caty McNally Tereza Martincová Alycia Parks Petra Kvitová                                                 |
| 3 ottobre  | Jasmin Open Monastir, Tunisia WTA 250 251 750 $ - Cemento - 32S/24Q/16D Singolare - Doppio                            | Elise Mertens 6-2, 6-0                              | Alizé Cornet                          | Claire Liu Veronika Kudermetova       | Ons Jabeur Moyuka Uchijima Tamara Zidanšek Diane Parry                                                    |
| 3 ottobre  | Jasmin Open Monastir, Tunisia WTA 250 251 750 $ - Cemento - 32S/24Q/16D Singolare - Doppio                            | Kristina Mladenovic Kateřina Siniaková 6-2, 6-0     | Miyu Katō Angela Kulikov              | Claire Liu Veronika Kudermetova       | Ons Jabeur Moyuka Uchijima Tamara Zidanšek Diane Parry                                                    |
| 10 ottobre | San Diego Open San Diego, Stati Uniti d'America WTA 500 757 900 $ - Cemento - 28S/24Q/16D Singolare - Doppio          | Iga Świątek 6-3, 3-6, 6-0                           | Donna Vekić                           | Jessica Pegula Danielle Collins       | Coco Gauff Madison Keys Aryna Sabalenka Paula Badosa                                                      |
| 10 ottobre | San Diego Open San Diego, Stati Uniti d'America WTA 500 757 900 $ - Cemento - 28S/24Q/16D Singolare - Doppio          | Coco Gauff Jessica Pegula 1-6, 7-5, [10-4]          | Gabriela Dabrowski Giuliana Olmos     | Jessica Pegula Danielle Collins       | Coco Gauff Madison Keys Aryna Sabalenka Paula Badosa                                                      |
| 10 ottobre | Transylvania Open 2022 Cluj-Napoca, Romania WTA 250 251 750 $ - Cemento (i) - 32S/24Q/16D Singolare - Doppio          | Anna Blinkova 6-2, 3-6, 6-2                         | Jasmine Paolini                       | Wang Xiyu Anastasija Potapova         | Nuria Párrizas Díaz Jule Niemeier Anna Bondár Anhelina Kalinina                                           |
| 10 ottobre | Transylvania Open 2022 Cluj-Napoca, Romania WTA 250 251 750 $ - Cemento (i) - 32S/24Q/16D Singolare - Doppio          | Kirsten Flipkens Laura Siegemund 6-3, 7-5           | Kamilla Rachimova Jana Sizikova       | Wang Xiyu Anastasija Potapova         | Nuria Párrizas Díaz Jule Niemeier Anna Bondár Anhelina Kalinina                                           |
| 17 ottobre | Guadalajara Open WTA Guadalajara, Messico WTA 1000 2 527 250 $ - Cemento - 56S/32Q/28D Singolare - Doppio             | Jessica Pegula 6-2, 6-3                             | Maria Sakkarī                         | Viktoryja Azaranka Marie Bouzková     | Coco Gauff Sloane Stephens Veronika Kudermetova Anna Kalinskaja                                           |
| 17 ottobre | Guadalajara Open WTA Guadalajara, Messico WTA 1000 2 527 250 $ - Cemento - 56S/32Q/28D Singolare - Doppio             | Storm Sanders Luisa Stefani 7-6(4), 6(2)-7, [10-8]  | Anna Danilina Beatriz Haddad Maia     | Viktoryja Azaranka Marie Bouzková     | Coco Gauff Sloane Stephens Veronika Kudermetova Anna Kalinskaja                                           |
| 31 ottobre | WTA Finals Fort Worth, Stati Uniti d'America Torneo di fine anno $ - Cemento (i) - 8S (RR)/8D (RR) Singolare - Doppio | Caroline Garcia 7-6(4), 6-4                         | Aryna Sabalenka                       | Iga Świątek Maria Sakkarī             | Round Robin Gruppo Tracy Austin Dar'ja Kasatkina Coco Gauff Gruppo Nancy Richey Ons Jabeur Jessica Pegula |
| 31 ottobre | WTA Finals Fort Worth, Stati Uniti d'America Torneo di fine anno $ - Cemento (i) - 8S (RR)/8D (RR) Singolare - Doppio | Veronika Kudermetova Elise Mertens 6-2, 4-6, [11-9] | Barbora Krejčíková Kateřina Siniaková | Iga Świątek Maria Sakkarī             | Round Robin Gruppo Tracy Austin Dar'ja Kasatkina Coco Gauff Gruppo Nancy Richey Ons Jabeur Jessica Pegula |

### Novembre
| Settimana  | Torneo                                                                      | Campionesse  | Finaliste | Semifinaliste         | Eliminate ai quarti |
| ---------- | --------------------------------------------------------------------------- | ------------ | --------- | --------------------- | ------------------- |
| 7 novembre | Billie Jean King Cup Finals Glasgow, Regno Unito - Cemento (i) - 12 squadre | Svizzera 2-0 | Australia | Rep. Ceca Regno Unito |                     |

### Cancellazioni e spostamenti
| Settimana originaria | Torneo                                                                 | Esito                                                  |
| -------------------- | ---------------------------------------------------------------------- | ------------------------------------------------------ |
| 3 gennaio            | Brisbane International Brisbane, Australia WTA 500 $ - Cemento         | Cancellati                                             |
| 3 gennaio            | Shenzhen Open Shenzhen, Cina WTA 250 775 000 $ - Cemento - 32S/16Q/16D | Cancellati                                             |
| 3 gennaio            | ASB Classic Auckland, Nuova Zelanda WTA 250 $ - Cemento                | Cancellati                                             |
| 10 gennaio           | Hobart International Hobart, Australia WTA 250 $ - Cemento             | Cancellato                                             |
| 31 gennaio           | Thailand Open Hua Hin, Thailandia WTA 250 $ - Cemento                  | Cancellato                                             |
| 16 maggio            | Cologne Open Colonia, Germania WTA 250 $ - Terra rossa                 | Cancellato per problemi organizzativi                  |
| 12 settembre         | Japan Women's Open Tennis Osaka, Giappone WTA 250 $ - Cemento          | Cancellato per crisi finanziaria                       |
| 17 ottobre           | Kremlin Cup Mosca, Russia WTA 500 $ - Cemento (i)                      | Cancellato per l'invasione russa dell'Ucraina del 2022 |
| 24 ottobre           | Upper Austria Ladies Linz Linz, Austria WTA 250 $ - Cemento (i)        | Posticipato a febbraio 2023                            |

## Distribuzione punti
| Descrizione       | W            | F            | SF   | QF                                                                        | R16                                                                       | R32                                                                       | R64                                                                       | R128                                                                      | QLFR                                                                      | Q3                                                                        | Q2 | Q1 |
| ----------------- | ------------ | ------------ | ---- | ------------------------------------------------------------------------- | ------------------------------------------------------------------------- | ------------------------------------------------------------------------- | ------------------------------------------------------------------------- | ------------------------------------------------------------------------- | ------------------------------------------------------------------------- | ------------------------------------------------------------------------- | -- | -- |
| Grand Slam (S)    | 2000         | 1300         | 780  | 430                                                                       | 240                                                                       | 130                                                                       | 70                                                                        | 10                                                                        | 40                                                                        | 30                                                                        | 20 | 2  |
| Grand Slam (D)    | 2000         | 1300         | 780  | 430                                                                       | 240                                                                       | 130                                                                       | 10                                                                        | -                                                                         | 48                                                                        | -                                                                         | -  | -  |
| WTA Finals (S)    | 1500* (+420) | 1080* (+330) | 750* | (250 per ogni match del girone vinto 125 per ogni match del girone perso) | (250 per ogni match del girone vinto 125 per ogni match del girone perso) | (250 per ogni match del girone vinto 125 per ogni match del girone perso) | (250 per ogni match del girone vinto 125 per ogni match del girone perso) | (250 per ogni match del girone vinto 125 per ogni match del girone perso) | (250 per ogni match del girone vinto 125 per ogni match del girone perso) | (250 per ogni match del girone vinto 125 per ogni match del girone perso) | -  | -  |
| WTA Finals (D)    | 1500         | 1080         | 750  | 375                                                                       | -                                                                         | -                                                                         | -                                                                         | -                                                                         | -                                                                         | -                                                                         | -  | -  |
| WTA 1000 (96S)    | 1000         | 650          | 390  | 215                                                                       | 120                                                                       | 65                                                                        | 35                                                                        | 10                                                                        | 30                                                                        | -                                                                         | 20 | 2  |
| WTA 1000 (64S)    | 1000         | 650          | 390  | 215                                                                       | 120                                                                       | 65                                                                        | 10                                                                        | -                                                                         | 30                                                                        | -                                                                         | 20 | 2  |
| WTA 1000 (28/32D) | 1000         | 650          | 390  | 215                                                                       | 120                                                                       | 10                                                                        | -                                                                         | -                                                                         | -                                                                         | -                                                                         | -  | -  |
| WTA 1000 (56S)    | 900          | 585          | 350  | 190                                                                       | 105                                                                       | 60                                                                        | 1                                                                         | -                                                                         | 30                                                                        | 20                                                                        | 12 | 1  |
| WTA 1000 (28D)    | 900          | 585          | 350  | 190                                                                       | 105                                                                       | 1                                                                         | -                                                                         | -                                                                         | -                                                                         | -                                                                         | -  | -  |
| WTA Elite Trophy  | 700*         | 440*         | 240* | (120 per ogni match del girone vinto 40 per ogni match del girone perso)  | (120 per ogni match del girone vinto 40 per ogni match del girone perso)  | (120 per ogni match del girone vinto 40 per ogni match del girone perso)  | (120 per ogni match del girone vinto 40 per ogni match del girone perso)  | (120 per ogni match del girone vinto 40 per ogni match del girone perso)  | (120 per ogni match del girone vinto 40 per ogni match del girone perso)  | (120 per ogni match del girone vinto 40 per ogni match del girone perso)  | -  | -  |
| WTA 500 (64/56S)  | 470          | 305          | 185  | 100                                                                       | 55                                                                        | 30                                                                        | 1                                                                         | -                                                                         | 12                                                                        | -                                                                         | 8  | 1  |
| WTA 500 (32S)     | 470          | 305          | 185  | 100                                                                       | 55                                                                        | 1                                                                         | -                                                                         | -                                                                         | 25                                                                        | 16                                                                        | 10 | 1  |
| WTA 500 (16D)     | 470          | 305          | 185  | 100                                                                       | 1                                                                         | -                                                                         | -                                                                         | -                                                                         | -                                                                         | -                                                                         | -  | -  |
| WTA 250 (56S)     | 280          | 180          | 110  | 60                                                                        | 30                                                                        | 15                                                                        | 1                                                                         | -                                                                         | 10                                                                        | -                                                                         | 6  | 1  |
| WTA 250 (32S)     | 280          | 180          | 110  | 60                                                                        | 30                                                                        | 1                                                                         | -                                                                         | -                                                                         | 18                                                                        | 14                                                                        | 10 | 1  |
| WTA 250 (16D)     | 280          | 180          | 110  | 60                                                                        | 1                                                                         | -                                                                         | -                                                                         | -                                                                         | -                                                                         | -                                                                         | -  | -  |

* Quota punti con nessuna partita persa nel Round Robin.